# 다리엔 계획
다리엔 계획은 1690년대 후반에 파나마 지협의 다리엔 지협에 뉴 칼레도니아 식민지를 건설하여 부와 영향력을 얻으려 한, 주로 스코틀랜드 왕국의 투자자들의 지원을 받은 실패한 시도였다. 이 계획은 다리엔만에 위치한 식민지가 태평양과 대서양을 연결하는 육로를 개척하고 관리하는 것이었다. 후원자들은 바스코 누녜스 데 발보아가 다리엔을 통해 지협을 횡단한 후 태평양을 처음으로 발견했다는 것을 알고 있었다. 이 탐험대는 또한 1698년 "크랩 섬"(현대의 비에케스섬)에 대한 주권을 주장했지만, 주권은 오래가지 못했다. 이 지역을 정착하려는 시도는 잘 되지 않았다. 참가자의 80% 이상이 1년 안에 사망했으며, 정착지는 두 번이나 버려졌다.
이 재난에 대한 많은 설명이 있다. 이 사업은 형편없는 계획과 보급; 분열된 리더십; 지역 원주민 부족이나 이웃한 네덜란드 및 잉글랜드 식민지와의 무역 부족; 열대성 질병의 유행; 잉글랜드의 상업적 이익에 대한 광범위한 반대; 그리고 스페인 제국의 군사적 대응을 예측하지 못한 것 등이 원인이라는 주장이 제기되었다. 결국 1700년 3월 스페인 군대의 포위 공격으로 인해 항구가 봉쇄되었고, 계획은 최종적으로 포기되었다.
스코틀랜드 회사는 스코틀랜드에서 유통되는 전체 자금의 약 20%를 지원받았기 때문에, 이 회사의 실패는 스코틀랜드 로우랜드 전체를 재정 파탄으로 몰아넣었다. 이는 연합법(1707년 완료)에 대한 저항을 약화시키는 중요한 요인이었다.
다리엔 식민지가 건설된 땅은 현대 구나얄라 특구의 영토에 위치한다.

## 기원
17세기 후반은 유럽 대부분의 지역과 마찬가지로 스코틀랜드에게도 어려운 시기였다. 1695년부터 1697년까지는 현재의 에스토니아, 핀란드, 라트비아, 노르웨이, 스웨덴에서 재앙적인 기근이 발생했으며, 프랑스와 북부 이탈리아에서는 약 200만 명이 사망한 것으로 추정된다. 나무 나이테 기록에 따르면 1690년대는 스코틀랜드의 지난 750년 동안 가장 추운 10년이었다.
스코틀랜드의 경제는 비교적 작았고, 수출 범위는 제한적이었으며, 강력한 이웃인 잉글랜드(당시에는 왕위 연합이었지만 아직 정치적 연합은 아니었다)에 비해 약한 위치에 있었다. 유럽의 경제적 경쟁 시대에 스코틀랜드는 잉글랜드의 경쟁과 법률의 영향으로부터 자신을 보호할 수 없었다. 이 왕국은 상호적인 수출 무역이 없었고, 한때 번성했던 조선과 같은 산업은 깊은 쇠퇴기에 있었다. 수요가 있는 상품은 스털링으로 잉글랜드에서 사야 했다. 더욱이, 항해법은 스코틀랜드의 해운을 제한하여 잉글랜드에 대한 경제적 의존도를 더욱 높였으며, 스코틀랜드 왕립 해군은 비교적 작았다. 비록 특이한 추위가 북반구 대부분에 영향을 미쳤지만, 스코틀랜드는 불균형적으로 고통을 겪었고 전체 인구의 10-15%를 잃었는데, 이는 아마도 정치적 고립 때문일 것이다. 1639-51년 삼왕국 전쟁과 1670-1690년 사이의 종교적 차이와 관련된 불안을 포함한 일련의 국내 갈등은 국민들을 지치게 하고 자원을 고갈시켰다. 1690년대의 이른바 "일곱 흉년"은 광범위한 흉작과 기근을 겪었고, 스코틀랜드의 악화되는 경제 상황은 잉글랜드와의 정치적 또는 관세 동맹을 요구하게 만들었다. 그러나 스코틀랜드인들 사이에서는 자국이 잉글랜드처럼 위대한 상업 및 식민지 강국이 되어야 한다는 강한 인식이 있었다.
이에 대응하여 스코틀랜드 의회는 여러 해결책을 시행했다. 1695년에는 스코틀랜드 은행이 설립되었고, 1696년 교육법은 스코틀랜드 전역에 교구 기반의 공공 교육 시스템을 만들었다. 그리고 "아프리카와 인디스와의 무역"을 위해 공모로 자본금을 조달하는 스코틀랜드 회사가 특허를 받았다.

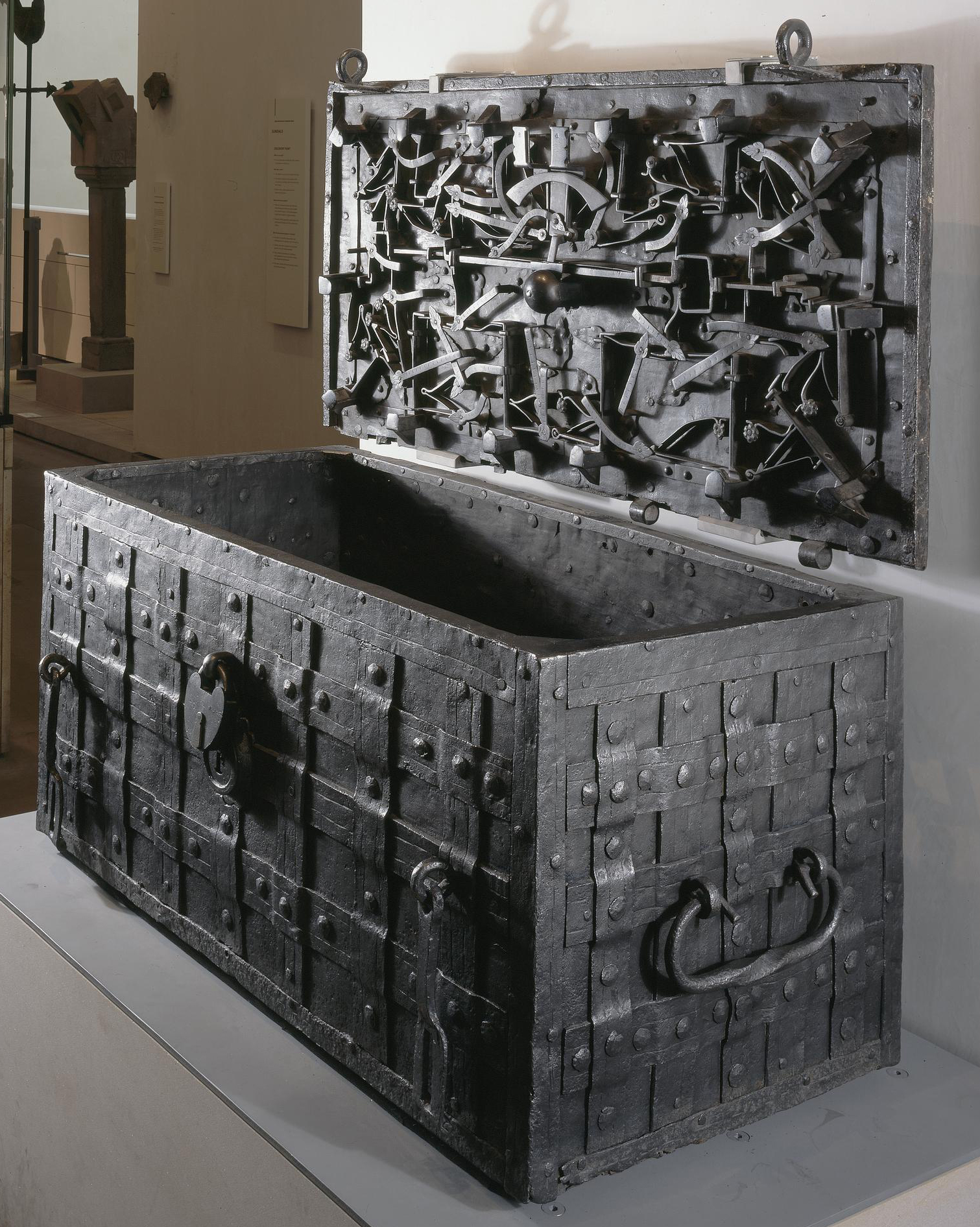
이 상자는 1695년 식민지 개척권을 가지고 설립된 무역 회사인 스코틀랜드 회사와 관련된 돈과 문서를 보관하는 데 사용되었다.

영국 상업계의 반대에 직면하여, 스코틀랜드 회사는 계획을 위해 암스테르담, 함부르크, 런던에서 자금을 조달했다. 스코틀랜드의 윌리엄 2세이자 잉글랜드의 윌리엄 3세 국왕은 스코틀랜드의 모든 식민지 노력에 미온적인 지지를 보냈다. 잉글랜드는 프랑스와 전쟁 중이었고 따라서 누에바그라나다의 일부로 그 영토를 주장하는 스페인을 화나게 하고 싶지 않았다.
이 계획에 대한 잉글랜드의 반대 이유 중 하나는 당시 널리 퍼져 있던 경제 이론인 중상주의였다. 이는 오늘날 자본주의가 그렇듯이 널리 퍼지고 받아들여졌다. 현대 경제학은 일반적으로 끊임없이 성장하는 시장을 가정하지만, 중상주의는 시장을 정적인 것으로 보았다. 즉, 시장 점유율을 늘리려면 다른 사람으로부터 빼앗아야 한다는 의미였다. 이는 다리엔 계획이 단순한 경쟁이 아니라 잉글랜드 상인들에게 적극적인 위협이 된다는 의미였다.
잉글랜드는 런던에 본사를 둔 영국 동인도 회사(EIC)로부터도 압력을 받고 있었는데, 이 회사는 영국 대외 무역에 대한 독점권을 유지하고 싶어했다. 따라서 EIC는 잉글랜드와 네덜란드 투자자들에게 철수를 강요했다. 다음으로 EIC는 스코틀랜드인들이 잉글랜드 영역 밖에서 자금을 조달할 왕의 권한이 없다는 이유로 법적 조치를 위협했으며, 사업 주최자들에게 함부르크 투자자들에게 자금을 환불하도록 의무화했다. 이로 인해 스코틀랜드 자체 외에는 자금원이 남지 않았다. 에든버러로 돌아온 아프리카 무역 스코틀랜드 회사는 몇 주 만에 400,000 파운드 스털링(오늘날 약 £5300만에 해당)을 모금했으며, 이는 사회 각계각층의 투자를 통해 이루어졌고, 스코틀랜드 부의 약 5분의 1에 달했다. 이는 스코틀랜드에게는 엄청난 양의 자본이었다.
스코틀랜드 태생의 상인이자 금융가인 윌리엄 패터슨은 오랫동안 파나마 지협에 식민지를 건설할 계획을 추진해 왔다. 본질적으로 그 의도는 사실상 통행이 불가능하다고 알려진 다리엔 지협의 땅을 길들이고 점령하고 관리하는 것이었다. 이 식민지는 대서양과 태평양 사이의 관문으로 위치하여 이들 간의 무역을 가능하게 할 예정이었다. 이는 훨씬 나중에 파나마 철도와 파나마 운하 건설로 이어진 것과 동일한 원리였다. 패터슨은 런던에서 회사를 출범시키는 데 중요한 역할을 했다. 그는 여러 유럽 국가들의 프로젝트에 관심을 불러일으키는 데 실패했지만, 회사에 대한 잉글랜드의 반응 이후 그의 아이디어가 받아들여질 수 있었다. 이 계획의 주요 지지자였던 해밀턴 공작은 파나마에 스코틀랜드 식민지가 건설된 후 이 지역의 금광에서 "죽을 때까지 일하도록" 노예를 수입할 계획을 세웠다.
인디스와 아프리카의 수익성 있는 무역 지역에 진출하여 동인도 회사를 모방하려던 스코틀랜드인들의 원래 목표는 잊혀졌고, 야심 찬 다리엔 계획이 회사에 의해 채택되었다. 패터슨은 나중에 부하 직원이 회사 자금을 횡령하면서 실각했으며, 패터슨의 주식은 회수되고 이사회에서 추방되었다. 이후 그는 사건에 실질적인 영향을 거의 미치지 못했다. 역사학자 스티븐 멀렌은 이 계획을 "식민화와 착취를 통해 개인적인 부와 스코틀랜드의 무역 수지를 개선하기 위해 고안된 중상주의적 사업"이라고 언급했다.

## 1차 탐험 (1698년)
다른 일자리를 거의 기대할 수 없었던 많은 전직 장교와 병사들이 다리엔 프로젝트에 열렬히 참여했다. 그들 중 다수는 군 복무를 통해 서로를 알고 있었고, 예를 들어 토머스 드러먼드와 같은 몇몇은 글렌코 학살에 연루되어 악명이 높았다. 어떤 이들에게는 그들이 클리크처럼 보였고, 이는 탐험대의 다른 구성원들 사이에 많은 의심을 불러일으킬 것이었다. 의회가 설립될 때까지 식민지를 통치할 첫 번째 의회(1698년 7월 임명)는 에이켓의 제임스 커닝햄 소령, 다니엘 매카이, 제임스 몽고메리, 윌리엄 베치, 로버트 졸리, 로버트 핑커튼, 그리고 선단 사령관 로버트 페니쿠크 선장으로 구성되었다.
5척의 배(세인트 앤드루, 칼레도니아, 유니콘, 돌핀, 엔데버)로 구성된 1차 탐험대는 1698년 7월 영국 왕립 해군의 감시를 피하기 위해 동부 해안 항구인 리스에서 출항했으며, 약 1200명이 승선했다. 갑판 아래에 갇혔던 사람들에게 스코틀랜드 주변을 항해하는 것은 너무나 고통스러워서 일부 식민지 주민들은 다리엔 전체 경험 중 최악의 부분과 비슷하다고 생각했다. 그들의 명령은 "다리엔 만(Bay of Darien)으로 가서 황금 섬(Golden Island)이라고 불리는 섬으로 가라... 다리엔 대하구의 바람막이 쪽으로 몇 리그 떨어진 곳에... 그리고 거기 본토에 정착지를 만들라"는 것이었다. 함대는 마데이라 제도와 서인도 제도에 기항했고, 식민지 실패 후 덴마크에 인수될 크랩 섬을 점령했다. 전 해적 로버트 앨리슨을 항해사로 고용하여, 함대는 11월 2일 다리엔 해안에 상륙했다.
정착민들은 새 고향을 "칼레도니아"라고 부르며 "우리는 여기서 정착하고 하나님의 이름으로 우리 자신을 세우며, 우리의 모국인 그 가장 오래되고 유명한 이름을 기리기 위해 이 나라를 칼레도니아라고 부르며, 우리 자신, 후계자, 동료들을 칼레도니아인이라고 부를 것이다."라고 선언했다. 드러몬드가 지휘하는 가운데, 그들은 칼레도니아 만의 한쪽 항구를 바다와 분리하는 좁은 땅을 가로질러 도랑을 파고 50문의 대포가 장착되었지만 민물이 없는 세인트 앤드루 요새를 건설했다. 이 도랑은 칼레도니아의 유일하게 식별 가능한 잔해이다. 산 위의 망루가 요새를 완성했다. 항구는 자연 항구처럼 보였지만, 나중에 배가 떠나려 할 때 쉽게 좌초시킬 수 있는 조수가 있다는 것이 드러났다. 식민지는 은 운송에 사용되는 경로 근처에 위치하여 스페인 제국에 잠재적인 위협이었다. 이 계획의 타당성은 특히 스코틀랜드의 제한된 자원을 가진 나라에게는 종종 의심스러웠지만, 일부 현대 학자들은 잉글랜드의 지원을 받았다면 성공 가능성이 높았을 것이라고 생각한다.
선택된 부지는 태평양에서 직선 거리로 80km밖에 떨어져 있지 않았지만, 오늘날까지도 지형은 운송에 적합하지 않았다.

### 뉴 에든버러

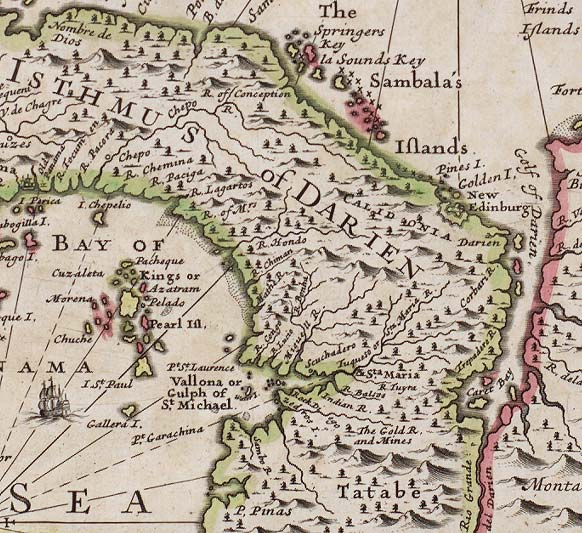
"아메리카의 다리엔 지협, 파나마 만, 발로나 또는 세인트 마이클 만과 인근 섬 및 국가의 새 지도." 1699년 에든버러에서 발행된 다리엔 지협에 대한 설명을 담은 편지에서. 뉴 에든버러의 스코틀랜드 정착지는 오른쪽 위 해안에서 볼 수 있다.

요새 근처에 정착민들은 주요 정착지인 뉴 에든버러(2011년까지는 푸에르토 에스코세스(스코틀랜드 항구)로 알려졌으며, 현재는 파나마 구나얄라 특구 주의 푸에르토 이나바히냐)의 오두막을 세우고 마와 옥수수를 심기 위해 땅을 개간하기 시작했다. 탐험대가 본국으로 보낸 편지들은 모든 것이 계획대로 진행되고 있다는 잘못된 인상을 주었다. 이는 아마도 특정한 낙관적인 문구가 계속 반복되는 것으로 보아 합의에 의한 것이었을 것이다. 그러나 이는 스코틀랜드 대중이 다가올 재앙에 대해 전혀 대비하지 못하게 만들었다.
농업은 어려웠고, 스페인에 적대적이기는 했지만 원주민들은 식민지 개척자들이 제공하는 빗과 다른 장신구와는 거래할 의사가 없었다. 가장 심각한 문제는 만에 정박하는 소수의 상인들에게 상품을 거의 팔지 못했다는 점이었다. 다음 해 여름이 시작되면서 말라리아와 발열로 인해 많은 사망자가 발생했다. 결국 사망률은 하루에 열 명의 정착민으로 치솟았다. 원주민들은 과일과 플랜틴을 가져왔지만, 이들은 대부분 배에 남아있던 지도자들과 선원들이 차지했다. 정착민들이 운이 좋았던 유일한 점은 거대한 거북 사냥이었지만, 그러한 힘든 일을 할 수 있을 만큼 건강한 남자는 점점 줄어들었다. 상황은 주로 부적절한 보관으로 인한 높은 부패율 때문에 식량 부족으로 악화되었다. 동시에 윌리엄 국왕은 아메리카의 네덜란드와 잉글랜드 식민지에게 스코틀랜드 정착지에 물자를 공급하지 말라고 지시했는데, 이는 스페인 제국의 분노를 사지 않기 위함이었다. 의회가 줄 수 있는 유일한 보상은 술이었고, 이질, 열병, 썩고 벌레 먹은 음식으로 이미 약해진 남자들의 죽음을 앞당겼음에도 불구하고 취함은 흔한 일이 되었다.
8개월 만에 1699년 7월 식민지는 너무 약해 움직일 수 없는 여섯 명의 남자를 제외하고 버려졌다. 배에서도 사망자가 계속 발생했으며, 1200명의 정착민 중 300명만이 살아남았다. 식민지에서 온 절박한 배 한 척이 자메이카의 포트로열 시에 기항했지만, 스페인을 적대시할 것을 우려한 잉글랜드 정부의 명령으로 지원이 거부되었다. 본국으로 돌아온 유일한 배의 사람들은 자신들이 나라의 수치가 되었다고 여겨졌고, 심지어 가족에게서도 버림받았다. 윌리엄 패터슨과 드러몬드 형제를 포함한 250명의 생존자를 태운 칼레도니아호는 8월 10일 뉴욕에 도착했으며, 당시 뉴욕은 5000명 정도의 작은 마을이었다. 4일 후, 존 앤더슨 선장이 지휘하는 유니콘호가 뉴욕 항구에 절뚝거리며 들어왔다. 로버트 드러몬드는 글래스고 상인 휴 몽고메리에게 보낸 편지에서 식민지 잔존자들에게 질병과 사망이 계속되고 있다고 보고했다. 스코틀랜드인들이 올리브 브랜치호와 호프풀 비기닝호 두 척이 이미 버려진 식민지에 물자를 재공급하기 위해 항해했다는 소식을 듣자, 토머스 드러몬드는 다리엔에서의 노력을 돕기 위해 두 척의 슬루프를 의뢰했다.

## 재보급 (1699년)
1699년 8월, 300명의 정착민을 태운 올리브 브랜치호와 호프풀 비기닝호가 다리엔에 도착하여 폐허가 된 오두막과 400개의 무성한 무덤을 발견했다. 번화한 도시를 기대했던 배의 선장들은 다음 조치에 대해 논의했다. 올리브 브랜치호가 우연한 화재로 파괴되자, 생존자들은 호프풀 비기닝호를 타고 자메이카로 도망쳐 포트로열 항구에 상륙했다. 스코틀랜드인들은 상륙이 허용되지 않았고, 혼잡한 배에 질병이 덮쳤다.
9월 20일, 토머스 E. 드러몬드는 슬루프 앤 오브 칼레도니아(구 앤)를 타고 뉴욕을 출발하여 도중에 완전히 보급된 다른 선박(소사이어티호)을 태웠다. 그들은 다리엔에 도착하여 올리브 브랜치호의 불탄 잔해가 해안에 썩고 있는 것을 발견했다.

## 2차 탐험 (1699년)

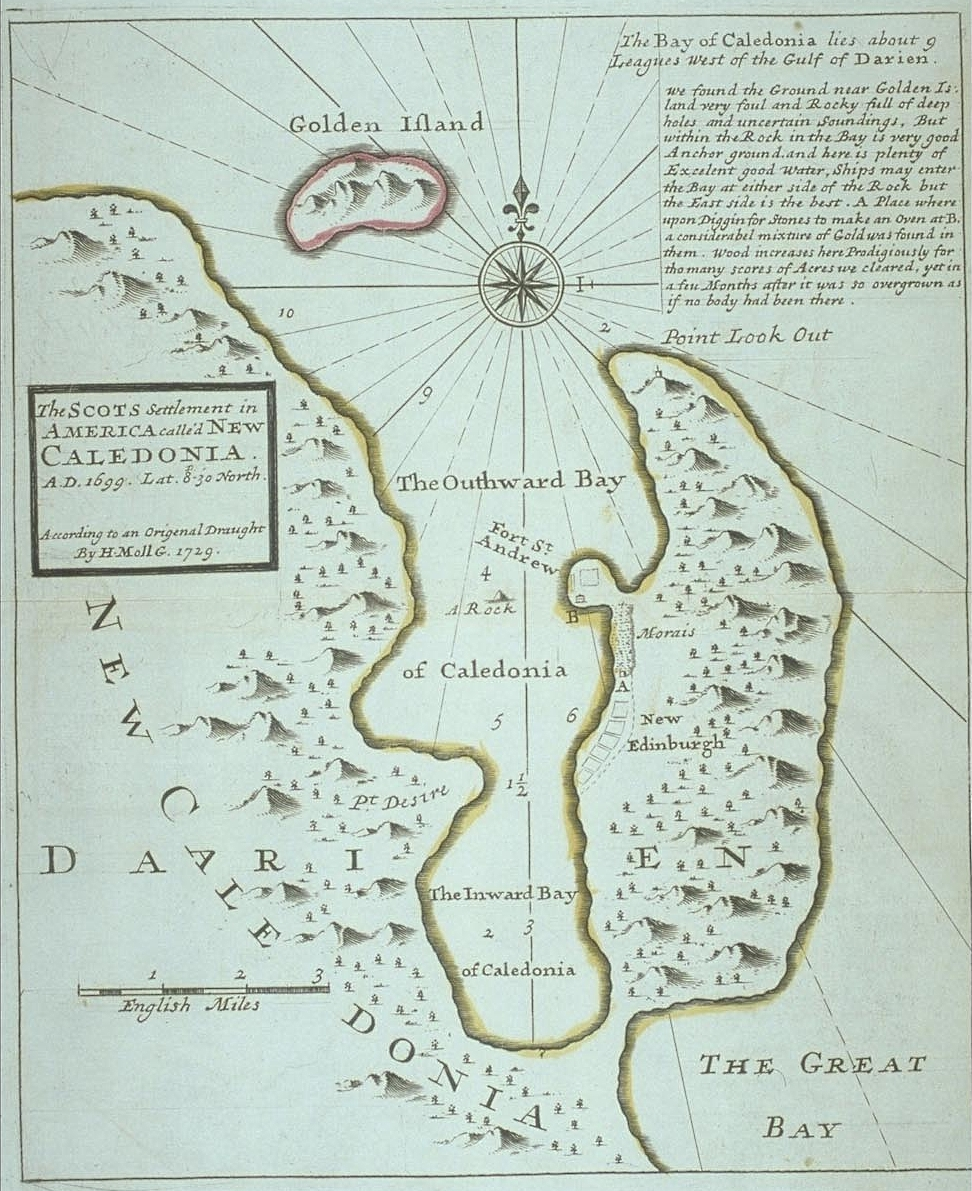
다리엔만 서쪽의 칼레도니아 만. 뉴 에든버러는 오른쪽 지협에 있다.

첫 탐험의 소식은 1000명 이상의 사람들이 탑승한 두 번째 항해를 막을 만큼 스코틀랜드에 제때 도착하지 않았다.
이전 배들이 스코틀랜드 북부의 위험한 항로를 택한 후, 윌리엄 패터슨은 이사들에게 편지를 썼다. "제발, 다음 함대는 클라이드에서 보내주세요. 북쪽으로 돌아가는 항로는 인도까지 가는 전체 항해보다 더 나쁩니다." 38문의 대포를 자랑하는 새로운 회사의 기함 더 라이징 선은 듀크 오브 해밀턴, 호프 오브 보네스, 그리고 더 작은 배인 호프의 지원을 받았다.
이 탐험은 스코틀랜드 교회의 축복을 받았는데, 교회가 알렉산더 실즈를 네 명의 목사(아치볼드 스토보와 프랜시스 보랜드 포함) 중 선임으로 임명했기 때문이다.
2차 탐험대는 1699년 11월 30일 칼레도니아 만에 도착하여 토머스 드러먼드의 뉴욕 슬루프선들이 이미 그곳에 있는 것을 발견했다. 일부 사람들은 오두막을 재건하기 위해 상륙했고, 이는 다른 사람들에게는 정착지에 합류하러 온 것이지 건설하러 온 것이 아니라고 불평하게 만들었다.
사기는 낮았고 진전은 거의 없었다. 드러먼드는 논의는 불가능하며 스페인의 공격이 곧 올 것이 확실하므로 요새를 재건해야 한다고 주장했다.
드러먼드는 상인 제임스 바이어스와 충돌했는데, 바이어스는 1차 탐험대의 의원들이 이제 그 지위를 상실했으며 드러먼드를 체포했다고 주장했다. 처음에는 호전적이었던 바이어스는 공격적인 성향을 가진 것으로 의심되는 모든 사람이나 드러먼드에게 충성하는 사람들을 보내기 시작했다. 그는 모든 전쟁은 비기독교적이므로 무력으로 스페인에 저항하는 것은 불법이라고 주장하여 교회 목사를 격분시켰다. 바이어스는 슬루프선을 타고 식민지를 버리고 도주했다.
식민지 개척자들은 회사가 방어를 조직하기 위해 보낸 알렉산더 캠벨 폰압의 도착까지 무기력에 빠졌다. 그는 부족했던 단호한 리더십을 제공했고, 1700년 1월 투바칸티에 있는 스페인군의 목책에서 스페인군을 몰아내어 주도권을 잡았다. 그러나 폰압은 대담한 정면 공격에서 부상을 입었고, 이후 열병으로 무력해졌다.
스페인 군대는 역시 열병으로 심각한 손실을 입고 있었지만, 세인트 앤드루 요새에 접근하여 한 달 동안 포위했다. 스페인 사령관 후안 피미엔타는 스코틀랜드인들에게 항복하고 최종 공격을 피하라고 요구하며, 그렇지 않으면 무자비한 진압이 있을 것이라고 경고했다.
협상 끝에 스코틀랜드인들은 무기를 가지고 떠나는 것이 허용되었고, 식민지는 마지막으로 버려졌다. 2차 탐험대 중 스코틀랜드로 돌아온 사람은 극소수에 불과했다. 총 2500명의 정착민 중 단 몇백 명만이 살아남았다.

## 재난에 대한 반응
식민지 건설 프로젝트의 실패는 로우랜드 스코틀랜드 전역에 엄청난 불만을 야기했다. 거의 모든 가족이 영향을 받았기 때문이다. 일부는 잉글랜드에 책임을 돌렸고, 다른 일부는 이 계획을 성공시키기 위한 또 다른 노력에 협력할 수 있고 협력해야 한다고 믿었다. 회사는 왕에게 식민지에 대한 권리를 확인해달라고 청원했다. 그러나 왕은 회사가 막대한 손실을 입은 것에 유감은 표했지만, 다리엔을 되찾는 것은 스페인과의 전쟁을 의미할 것이라고 말하며 거절했다. 이 문제에 대한 지속적인 무의미한 논쟁은 비통한 감정을 더욱 증폭시켰다. 스코틀랜드의 실제 자본 총액의 15~40%가 이 프로젝트에 투자된 것으로 추정된다.
회사는 더 전통적인 벤처로 일부 자본을 회수하기를 바라며 클라이드에서 스피디 리턴호와 콘티넨트호 두 척의 배를 기니 해안으로 무역품을 실은 채 보냈다. 선장 로버트 드러먼드는 스피디 리턴호의 선장이었고, 2차 탐험에서 큰 역할을 했던 그의 동생 토머스는 이 배의 선적 화물 담당자였다. 그러나 회사의 이사들이 의도한 대로 금을 팔려고 하는 대신, 드러먼드 형제는 상품을 노예(거의 모든 노예를 공급했던 부족 간 아프리카 노예 제도에서 온 노예)와 교환하여 마다가스카르에서 팔았다. 이 섬을 피난처 삼아 해적들과 어울리던 드러먼드 형제는 해적 존 보웬과 만났고, 보웬은 귀국하는 동인도 회사 선박을 습격하기 위해 그들의 배를 빌려주면 전리품을 주겠다고 제안했다.
드러먼드는 이 계약에서 발을 뺐지만, 드러먼드가 상륙해 있는 동안 보웬이 배들을 압류했다. 보웬은 컨티넨트호가 자신에게 쓸모가 없다고 판단하자 말라바르 해안에서 불태웠고, 나중에 승무원을 자신이 탈취한 상선으로 옮긴 후 스피디 리턴호를 침몰시켰다. 드러먼드 형제는 자신들이 맡겨진 배들의 손실을 설명해야 할 스코틀랜드로 돌아가지 않기로 결정한 것으로 보이며, 이후 그들에 대한 소식은 더 이상 들리지 않았다.
회사는 또 다른 배를 보냈지만, 그 배는 바다에서 실종되었다. 또 다른 배를 장착할 비용을 감당할 수 없었던 회사는 런던에서 애넌데일호를 고용하여 향신료 제도에서 무역을 했다. 그러나 동인도 회사는 자신들의 특허를 위반했다는 이유로 그 배를 압류했다. 이는 스코틀랜드에서 격렬한 소동을 일으켰으며, 잉글랜드의 끊임없는 적이었던 회사의 비서 로더릭 매켄지의 선동적인 수사에 의해 크게 고조되었다. 나라의 무능에 대한 분노는 세 명의 무고한 잉글랜드 선원들을 희생양 삼아 교수형에 처하게 만들었다.
1704년 7월, 잉글랜드 상선 워체스터호의 25세 선장인 토머스 그린이 리스에 도착했다. 매켄지는 이 배가 애넌데일호에 대한 보복으로 압류되어야 할 동인도 회사 배라고 확신했다. 그는 법적 권한을 얻는 데 성공했고, 21세에 지휘권을 맡았던 그린은 자신의 배 화물이 압류되고 돛, 대포, 방향타가 다음 3개월 동안 제거되는 것을 지켜봐야 했다.
12월, 선원들은 해적으로 체포되었다. 스코틀랜드의 많은 사람들이 기뻐했지만, 곧 다리엔 회사의 이사들에게 매켄지의 혐의가 증거로 뒷받침되지 않았으며 남자들이 풀려날 것이라는 것이 분명해졌다. 그러나 매켄지는 갑자기 워체스터호의 승무원들로부터 그린이 술에 취해 스피디 리턴호를 탈취하고 드러먼드 형제를 죽이고 배를 불태웠다고 자랑했다는 것을 확인했다고 주장했다. 그린과 그의 승무원 두 명인 존 매든, 제임스 심슨은 에든버러에서 재판을 받게 되었다. 매켄지는 그린의 승무원들을 포함한 여러 증인을 내세웠다. 그들의 진술은 서로 모순되었고, 그들 중 누구도 워체스터호의 희생자로 추정되는 사람들의 날짜, 장소 또는 설명을 정확하게 묘사할 수 없었다. 중세 라틴어와 법률 스코트어로 진행된 검찰 측 주장은 배심원과 피고 모두에게 이해할 수 없었다. 변호인들의 이의 제기는 법원 관리들에 의해 기각되었고, 그들은 재판 후 도주했다. 일부 배심원들은 유죄 판결을 내리는 것을 거부했지만, 남자들은 유죄 판결을 받고 교수형을 선고받았다.
여왕은 에든버러의 30명의 추밀원 고문관들에게 남자들을 사면해야 한다고 조언했지만, 일반 대중은 형을 집행할 것을 요구했다. 19명의 고문관들은 선원들을 사형에 처할 것을 요구하며 에든버러에 도착한 거대한 폭도의 분노를 두려워하여 사면 논의에서 빠지기 위한 변명을 했다. 스피디 리턴호의 승무원 두 명의 런던에서 온 진술서가 있었음에도 불구하고, 그들은 그린과 그의 승무원들이 배의 운명에 대해 아는 바가 없거나 연루되지 않았다고 증언했지만, 남아있는 고문관들은 그들을 사면하는 것을 거부했다.
그린, 매든, 심슨은 교수형에 처해지기 전에 폭도들의 조롱과 모욕을 당했다. 그린은 무고한 사람으로서 사면될 것이라고 완전히 믿었고, 교수형 집행인이 그의 머리에 후드를 씌울 때까지도 에든버러 길에서 전령을 기다리고 있었다. 그린의 나머지 승무원들은 조용히 사면되어 석방되었다.

## 실패의 결과
다리엔 식민지화 프로젝트의 실패는 1707년 연합법의 동기 중 하나로 언급되어 왔다. 이 주장에 따르면, 스코틀랜드의 기득권층(지주 귀족과 상업 엘리트)은 주요 세력의 일부가 되는 가장 좋은 기회가 잉글랜드의 국제 무역과 성장의 혜택을 공유하는 것이라고 생각했으며, 따라서 그들의 미래는 잉글랜드와의 단합에 달려 있다고 보았다. 또한, 스코틀랜드 귀족들은 다리엔 참사로 인해 거의 파산 상태였다.
일부 스코틀랜드 귀족들은 스코틀랜드의 국가 부채를 없애고 통화를 안정화시키기 위해 웨스트민스터에 청원했다. 첫 번째 요청은 받아들여지지 않았지만, 두 번째 요청은 받아들여졌고, 스코틀랜드 실링은 잉글랜드 페니와 고정 가치를 갖게 되었다. 개인적인 스코틀랜드의 재정적 이익도 관련되어 있었다. 스코틀랜드 위원들은 다리엔 프로젝트에 막대한 투자를 했으며, 자신들의 손실에 대한 보상을 받을 것이라고 믿었다. 1707년 연합법, 제15조는 잉글랜드 국가 부채에 대한 미래의 책임을 상쇄하기 위해 스코틀랜드에 398,085 파운드 10실링 스털링을 부여했다. 이 금액은 2020년 기준으로 약 1억 파운드에 해당한다. 이 결과는 논란의 여지가 있었고 여전히 그러하다: 항목 참조
Such a Parcel of Rogues in a Nation.

## 대중 문화

### 소설
- 더 라이징 선(The Rising Sun), 더글러스 갈브레이스 (2000). 라이징 선호의 화물 담당자의 관점에서 일기 형식으로 쓰여진 다리엔 재앙에 대한 허구의 이야기.
- 사이포노포어(Siphonophore), 제이미 배천 (2021). 식민지의 생존자들이 스코틀랜드로 돌아갈 때 남겨진 다리엔 계획의 정착민의 이야기로 시작된다.[39]

### 무대 연극
- 칼레도니아(Caledonia), 앨리스터 비튼 (2010). 스코틀랜드 왕립은행과 17세기 후반 스코틀랜드의 식민지 야망을 풍자한 작품.
- "다리엔, 머도 맥팔레인의 일반적인 책"(Darien, a commonplace book of Murdo Macfarlane), 리처드 롭 (2019). 정착민 머도 맥팔레인의 눈을 통해 상상한 다리엔 지협 정착 시도에 대한 뮤지컬. 벨 백스터 고등학교에서 공연.

### 음악
- "다리엔의 꿈"(Dreams of Darien) by 더 폴 매케나 밴드 (2011). 다리엔 계획의 사건과 스코틀랜드의 반응을 묘사하는 스코틀랜드 민요.[40][41]
- 더 다리엔 벤처(The Darien Venture), 2008년부터 2013년까지 활동한 스코틀랜드 글래스고의 매스팝 밴드.[42]
- 맨체스터 기반의 포크 싱어송라이터 스탠리 액크링턴의 "다리엔"(Darien) (1986). 그의 CD Semi Final Second Leg에 수록.

### 게임
- 다리엔 아포칼립스(Darien Apocalypse), 2018년 영국 프로듀서 래그나르 브라더스의 유로 스타일 보드 게임으로, 플레이어들이 협력 또는 경쟁하여 다리엔 무역 식민지를 개발하고, 원래 정착민들이 직면했던 약탈에 맞서 서로를 돕거나 방해하는 게임이다.[43]

### 설치물
- 아스트로-다리엔(Astro-Darien), 코드9과 로렌스 렉의 작품. 다리엔 계획, 우주 경쟁, 시뮬레이션 게임에서 영감을 받은 시청각 설치물. 2021년 런던 코르시카 스튜디오스에 전시되었다.[44]

## 같이 보기
- 라이오넬 웨이퍼
- 그레고르 맥그리거
- 마르키 드 레

아메리카의 다른 스코틀랜드 정착지:
- 다리엔 (조지아주)
- 퍼스앰보이
- 노바스코샤주

## 내용주
1. ↑  스코틀랜드 회사 설립 승인을 알리면서 국왕은 의회에서 이렇게 선언했다. "스코틀랜드에서 제대로 봉사받지 못했다. 하지만 이 법안에서 발생할 수 있는 불편함을 막을 몇 가지 해결책을 찾을 수 있기를 바란다."[15]
2. ↑  UK Retail Price Index inflation figures are based on data from Clark, Gregory (2020). “The Annual RPI and Average Earnings for Britain, 1209 to Present (New Series)”. 《MeasuringWorth》. 2021년 8월 8일에 확인함.
3. ↑  출항 정확한 날짜는 출처마다 다르며, 7월 8일[25]부터 7월 26일[26]까지 다양하다.

## 일반 및 인용된 참고 문헌
- Brocklehurst, Steven (2010년 8월 20일). “The Banker who Led Scotland to Disaster”. BBC 뉴스.
- Carroll, Rory (2007년 9월 11일). “The Sorry Story of How Scotland Lost its 17th Century Empire”. 《가디언》. 2008년 2월 7일에 확인함.
- Hidalgo, Dennis R. (2001), “To Get Rich for Our Homeland: The Company of Scotland and the Colonization of the Darién”, 《Colonial Latin American Historical Review》 10 (3), ISSN 1063-5769
- Insh, George Pratt, 편집. (1924), 《Papers Relating to the Ships and Voyages of the Company of Scotland Trading to Africa and the Indies, 1696–1707》, Edinburgh: Scottish History Society, 에든버러 대학교 출판부
- Little, Allan (2014년 5월 17일). “The Caribbean colony that brought down Scotland”. BBC News. 2014년 5월 18일에 확인함.
- Monaghan, Tom (2002). 《Renaissance, Reformation and the Age of Discovery, 1450–1700》. Heinemann. ISBN 978-0-435-32090-4.
- 《Bulletin of the New York Public Library》. 뉴욕 공립도서관. 1914. 487쪽. 2011년 7월 13일에 확인함.
- Prebble, John (1968), 《The Darien Disaster》, London: Secker and Warburg
  - republished as Prebble, John (2000), 《Darien: the Scottish Dream of Empire》, Edinburgh: Birlinn, ISBN 1-84158-054-6
- Watt, Francis (1911). 〈Paterson, William〉.   Chisholm, Hugh. 《브리태니커 백과사전》 20 11판. 케임브리지 대학교 출판부. 911쪽.
- “How Scottish Independence Vanished in the Jungles of Panama”. 《더 위크》. 2007년 4월 30일. 2012년 1월 22일에 원본 문서에서 보존된 문서. 2013년 3월 6일에 확인함.

## 추가 자료
- Devine, Tom (2003), 《Scotland's Empire 1600–1815》, London: Allen Lane, ISBN 0-7139-9498-3
- Edwards, Nat (2007), 《Caledonia's Last Stand: In Search of the Lost Scots of Darien》, Edinburgh: Luath Press, ISBN 978-1-905222-84-1
- Fry, Michael (2001), 《The Scottish Empire》, Edinburgh: Birlinn, ISBN 1-86232-185-X
- Galbraith, Douglas (2001), 《The Rising Sun》, New York: Atlantic Monthly Press, ISBN 0-87113-781-X (소설화)
- Hart, Francis Russell (1929). 《The Disaster of Darien--The Story of the Scots Settlement and the Causes of its Failure 1699-1701》 (영어). Boston: Houghton Mifflin Company.
- Howell, Thomas Bayly (1816). 《A Complete Collection of State Trials and Proceedings for High Treason and Other Crimes and Misdemeanors from the Earliest Period to the Year 1783: 1700-08》 (영어) Vol.14판. London: T. C. Hansard for Longman, Hurst, Rees, Orme, and Brown. 1199–1326쪽. 2021년 10월 17일에 확인함.
- Orr, Julie (2018), Scotland, Darien and the Atlantic World, 1698 - 1700, Edinburgh University Press, ISBN 978-1-4744-2754-8
- Storrs, Christopher (1999). 《Disaster at Darien (1698–1700)? The Persistence of Spanish Imperial Power on the Eve of the Demise of the Spanish Habsburgs》. 《European History Quarterly》 29. 5–38쪽. doi:10.1177/026569149902900101. S2CID 145705636.